# Full Moon (альбом Сонми)
Full Moon (с англ. — «Полнолуние»; кор. 보름달) — дебютный мини-альбом южнокорейской певицы Сонми. Альбом был выпущен 17 февраля 2014 года лэйблом JYP Entertainment.

## Предпосылки и релиз
В августе 2013 года было объявлено, что Сонми вернется к своей музыкальной карьере в качестве сольного исполнителя под управлением JYP Entertainment и сам Пак Чин Ён возьмет на себя ее полное продюсирование, включая хореографию, клип, одежду и песню. 11 августа, было объявлен заглавный сингл «24 Hours».  Клип на песню был выпущен 20 августа 2013 года, а затем его дебютное телевизионное выступление 22 августа, на M! Countdown. Цифровой сингл был выпущен 26 августа.  «24 Hours» достиг номера 2 на еженедельных цифровых графиках Gaon и номера 3 на диаграмме Billboard Korea K-Pop Hot 100.
31 января было объявлено, что Сонми вернется с выпуском своего первого мини-альбома в феврале. Сонми запланировала свое возвращение на 17 февраля. 6 февраля было объявлено название альбома Full Moon. 10 февраля был выпущен трек-лист альбома, в котором было показано, что на одном из треков будут представлены Юбин из Wonder Girls, Джексон из GOT7 и трейни JYP Лена Пак. Альбом также включает ее дебютный сингл 24« Hours» и «Full Moon» с участием Лены Пак был выпущен 17 февраля вместе с альбомом и музыкальным видео. Песня достигла номера 2 на еженедельных цифровых чартах Gaon и номера 3 на Billboard Korea K-pop Hot 100.

## Трек-лист
| №                   | Название                                                                  | Текст песни               | Музыка                                       | Arrangement                                    | Длительность |
| ------------------- | ------------------------------------------------------------------------- | ------------------------- | -------------------------------------------- | ---------------------------------------------- | ------------ |
| 1.                  | «Full Moon» (보름달; Boreumdal; featuring Lena)                           | Brave Brothers            | Brave Brothers, Elephant Kingdom, Nat Powers | Brave Brothers, Elephant Kingdom, Lee Jung-min | 3:23         |
| 2.                  | «24 Hours» (24시간이 모자라; Isipsigani Mojara)                           | J.Y. Park "The Asiansoul" | J.Y. Park "The Asiansoul"                    | J.Y. Park "The Asiansoul", Nat Powers          | 3:23         |
| 3.                  | «Burn»                                                                    | Tommy Park, Raphael       | Tommy Park, Raphael                          | Tommy Park, Raphael                            | 3:30         |
| 4.                  | «Who Am I» (내가 누구; Naega Nugu; featuring Юбин)                        | Kim Eun-su, Yubin         | East4a                                       | East4a                                         | 3:54         |
| 5.                  | «Frozen in Time» (멈춰버린 시간; Meomchwobeorin Sigan; featuring Джексон) | Chloe                     | Nodae, Bjerk                                 | Nodae, Bjerk                                   | 4:40         |
| 6.                  | «If That Was You» (그게 너라면; Geuge Neoramyeon)                         | Ha:tfelt, Lee Woo-min     | Ha:tfelt, Lee Woo-min                        | Ha:tfelt, Lee Woo-min                          | 3:49         |
| Общая длительность: | Общая длительность:                                                       | Общая длительность:       | Общая длительность:                          | Общая длительность:                            | 22:39        |

| №                   | Название                                                           | Текст песни           | Музыка                | Arrangement           | Длительность |
| ------------------- | ------------------------------------------------------------------ | --------------------- | --------------------- | --------------------- | ------------ |
| 7.                  | «If That Was You» (그게 너라면; Geuge Neoramyeon; featuring Yenny) | Ha:tfelt, Lee Woo-min | Ha:tfelt, Lee Woo-min | Ha:tfelt, Lee Woo-min | 3:49         |
| Общая длительность: | Общая длительность:                                                | Общая длительность:   | Общая длительность:   | Общая длительность:   | 26:28        |

## Чарты
| Чарты                                      | Пиковые позиции |
| ------------------------------------------ | --------------- |
| Республика Корея Gaon Weekly Albums Chart  | 12              |
| Республика Корея Gaon Monthly Albums Chart | 23              |

### Продажи
| Чарты               | Продажи |
| ------------------- | ------- |
| Gaon physical sales | 5,478+  |